# S/2003 J19
S/2003 J19 is een maan van Jupiter die is ontdekt door Brett J. Gladman et al. De maan is ongeveer 2 kilometer in doorsnede en draait om Jupiter met een baanstraal van 23,533 Gm in 740,41 dagen.